# Bancs des Flandres
Bancs des Flandres este o arie protejată (sit de importanță comunitară — SCI) din Franța întinsă pe o suprafață de 112.919 ha, integral marine.

## Localizare
Centrul sitului Bancs des Flandres este situat la coordonatele 51°10′34″N 2°09′32″E / 51.17611°N 2.15889°E.

## Înființare
Situl Bancs des Flandres a fost declarat arie specială de conservare în baza directivei 92/43 din 1992 referitoare la conservarea habitatelor naturale și a faunei și florei sălbatice pentru a proteja 3 specii de animale.

## Biodiversitate
Situată în ecoregiunea atlantică, aria protejată conține 1 habitat natural: Bancuri de nisip acoperite în permanență slab de apă marină.
La baza desemnării sitului se află mai multe specii protejate de  mamifere (3): Halichoerus grypus, focă obișnuită (Phoca vitulina), marsuin (Phocoena phocoena).
Pe lângă speciile protejate, pe teritoriul sitului au mai fost identificate 1 specie de mamifere.